# Tityus perijanensis
Espèce
Tityus perijanensis est une espèce de scorpions de la famille des Buthidae.

## Distribution
Cette espèce est endémique de l'État de Zulia au Venezuela. Elle se rencontre vers Machiques de Perijá.

## Étymologie
Son nom d'espèce, composé de perija(n) et du suffixe latin -ensis, « qui vit dans, qui habite », lui a été donné en référence au lieu de sa découverte, Serranía de Perijá.

## Publication originale
- González-Sponga, 1994 : « Arácnidos de Venezuela. Dos nuevas especies de la Serranía de Perijá (Scorpionida: Chactidae: Butidae). » Boletín de la Sociedad Venenzolana Ciencias Naturales, vol. 44, no 148, p. 343-360.